# 口笛 (Mr.Childrenの曲)
『口笛』（くちぶえ）は、日本のバンド・Mr.Childrenによる18枚目のシングル。2000年1月13日にトイズファクトリーより発売された。

## 概要
前作から9か月ぶりに発売されたシングルで、2000年代に入って初のシングルでもある。
8cmシングルで発売されたのは本作が最後であり、次作から12cmシングルへ完全移行した。ジャケットでブランコに座っているようなポーズをとっているシルエットの人物は田原健一で、映っている街は東京都杉並区の神田川沿い。アートディレクターは信藤三雄、ジャケットの撮影は大橋仁。
本作から、桜井和寿の作詞・作曲担当としてのクレジットが漢字・フルネーム表記から現在のローマ字表記に変更される。

## チャート成績
ノンタイアップながらも初週32.7万枚を売り上げ、初動売上のみで前作の売上を上回った。累計売上は72.4万枚。だが桜井曰く「もっと売れると思っていた」という。

## 収録曲
| 全作詞・作曲: 桜井和寿、全編曲: 小林武史 & Mr.Children。 |                   |          |            |      |
| #                                                        | タイトル          | 作詞     | 作曲・編曲 | 時間 |
| 1.                                                       | 「口笛」          | 桜井和寿 | 桜井和寿   | 5:50 |
| 2.                                                       | 「Heavenly kiss」 | 桜井和寿 | 桜井和寿   | 5:53 |
| 合計時間:                                                | 合計時間:         | 13:43    |            |      |

## 楽曲解説
1. 口笛
  - 『Mr.Children TOUR '99 DISCOVERY』の最中に楽屋で自分たちの過去の作品を聴き、初期のポップな作風の心地良さを再認識したことで作られたストレートなラブソング[1]。
  - 桜井曰く「甘からず凡庸でなく、朴訥としていながらも、力強い」「口笛が出る瞬間と歌を口ずさむ瞬間と音楽が出来る瞬間は、どこか似ている」とのこと[1]。
  - 1999年7月後半に[2]ライブアルバム『1/42』のミックスを東京都のBunkamuraスタジオで行なっていた際、同時進行でレコーディングされた[3]。
  - ミュージック・ビデオはニューヨークにあるルーズベルト島の病院跡やアパート跡、廃校で撮影された[4]。桜井は監督の指示で髪を金髪に染めている[4]。2018年3月21日発売の『Mr.Children DOME & STADIUM TOUR 2017 Thanksgiving 25』に収録されている。監督は丹修一。
  - ファンからも人気の曲で、後に開催されたファンクラブ限定ツアー『Mr.Children FATHER&MOTHER 21周年ファンクラブツアー』の直前に行われた「会員が最もライブで聴きたい曲」では1位に選ばれ、実際に演奏もされている[5]。
2. Heavenly kiss
  - 7thアルバム『DISCOVERY』の収録曲と同時期に制作された[6]。
  - ロサンゼルスでレコーディングが行われた[7]。
  - Mr.Childrenでは数少ない、歌詞の一人称が「俺」になっている楽曲の1つ。
  - 後に開催されたファンクラブ限定ツアー『Mr.Children FATHER&MOTHER 21周年ファンクラブツアー』の直前に行われた「会員が最もライブで聴きたい曲」では6位に選ばれた[5]。

## テレビ出演
| 番組名                     | 日付           | 放送局     | 演奏曲                                           |
| -------------------------- | -------------- | ---------- | ------------------------------------------------ |
| ミュージックステーション   | 2000年1月1日   | テレビ朝日 | 口笛                                             |
| カウントダウンオールヒット | 2000年1月3日   | TBS        | 口笛                                             |
| ミュージックステーション   | 2000年1月21日  | テレビ朝日 | 口笛                                             |
| COUNT DOWN TV              | 2000年1月22日  | TBS        | 口笛                                             |
| HEY!HEY!HEY! MUSIC CHAMP   | 2000年2月7日   | フジテレビ | 口笛                                             |
| うたばん                   | 2000年2月10日  | TBS        | 口笛                                             |
| Music Museum               | 2000年8月9日   | フジテレビ | 口笛 NOT FOUND                                   |
| ポップジャム               | 2000年8月19日  | NHK        | 口笛 NOT FOUND                                   |
| SONGS                      | 2014年11月22日 | NHK        | 名もなき詩 口笛 足音 〜Be Strong Melody 放たれる |

## ライブ映像作品
口笛
| 作品名                                                   |
| -------------------------------------------------------- |
| Mr.Children Concert Tour Q 2000-2001                     |
| Mr.Children Tour 2004 シフクノオト                       |
| Mr.Children HOME TOUR 2007 -in the field-                |
| Mr.Children REFLECTION｛Live&Film｝                      |
| Mr.Children 30th Anniversary Tour 半世紀へのエントランス |

Heavenly kiss
| 作品名                               |
| ------------------------------------ |
| Mr.Children Concert Tour Q 2000-2001 |
| Mr.Children / Split The Difference   |

## 収録アルバム
- 『Q』 (#1)
- 『Mr.Children 1996-2000』 (#1)
- 『Mr.Children 1992-2002 Thanksgiving 25』 (#1)
- 『Mr.Children 2011-2015』 (#1)(Liveバージョン)
- 『B-SIDE』 (#2)